# El Séc dels Ducs
El Séc dels Ducs és un sot, o vall estreta i feréstega, del terme municipal de Sant Quirze Safaja, a la comarca del Moianès. Pertany al territori del poble rural de Bertí.
Està situat a la dreta del torrent del Traver, a tocar del límit municipal amb Bigues i Riells, a l'extrem sud-occidental del territori del poble de Bertí. És al sud-est del Camp de Sa, al nord del Salt de Llòbrega i a ponent de la Cauma.